# Woody Boogie
A Woody Boogie című dal az olasz Baltimora 2. megjelent kislemeze a Living in the Background című stúdióalbumról. A dal a promóció ellenére sem lett átütő siker az Egyesült Királyságban, és az Egyesült Államokba sem sikerült berobbannia. A dalból videóklip is készült. A legmagasabb - 4. helyezést - Svédországban és Finnországban érte el. A Tarzan Boy sikerét nem sikerült felülmúlnia.

## Megjelenések
12"  Európa EMI – 1C K 060-11 8728 6
- A	Woody Boogie (Jumping Mix) 5:52
- B	Woody Boogie (Instrumental) 4:36

## Slágerlista
| Slágerlista (1985)                   | Legjobb helyezés |
| ------------------------------------ | ---------------- |
| Belgium (Ultratop 50 Flanders)       | 11               |
| Finnország (Suomen virallinen lista) | 4                |
| Németország (Official German Charts) | 20               |
| Írország (IRMA)                      | 30               |
| Olaszország (FIMI)                   | 23               |
| Hollandia (Single Top 100)           | 32               |
| Spanyolország (AFYVE)                | 7                |
| Svédország (Sverigetopplistan)       | 4                |
| Svájc (Schweizer Hitparade)          | 15               |